# Jean-Pierre Masson
Pour les articles homonymes, voir Masson.
Pour les autres membres de la famille, voir famille Masson (Terrebonne).
 (novembre 2020).
Jean-Pierre Masson est un acteur québécois né à Sainte-Agathe-des-Monts (Québec) le 25 août 1918 et mort le 11 mars 1995 à Pottsville (Pennsylvanie).

## Biographie
Né à Sainte-Agathe-des-Monts le 25 août 1918, Jean-Pierre Gilbert Masson est le fils d'Adélard Masson, voyageur de commerce, et d'Antoinette Beaugrand-Champagne. Il est le petit-fils d'Antoine Masson qui est le petit-fils de François Masson, de Saint-Eustache, lequel est un cousin germain de Joseph Masson, seigneur de Terrebonne et premier millionnaire canadien-français.
Jean-Pierre Masson fait des études de droit (dans la même classe que Pierre Elliott Trudeau) à l’Université de Montréal et est admis au Barreau, mais la passion du théâtre, qu’il a pratiqué avec les Compagnons de Saint-Laurent (Montréal) pendant ses études, et des débuts prometteurs à la radio l’incitent à demeurer dans le milieu artistique. Il est d'ailleurs animateur de l'émission radiophonique Café Concert Kraft (1944-1948) avec Marcel Giguère et Lucille Dumont.
Jean-Pierre Masson tient le rôle d’Ovide Plouffe dans le radioroman La Famille Plouffe, mais refuse d’incarner ce personnage d’intellectuel qui colle mal à son tempérament d’acteur dans la série télévisée où il devient plutôt Léonidas. De plus, on le retrouve dans plusieurs téléthéâtres présentés à la Télévision de Radio-Canada. Il est donc une vedette établie lorsqu’on le choisit pour reprendre dans le téléroman Les Belles Histoires des pays d'en haut le rôle de Séraphin Poudrier qui a fait la célébrité d’Hector Charland à la radio et au cinéma.
Le téléroman Les Belles Histoires des pays d'en haut, qui débute en 1956, ne met pas de temps à se hisser au sommet des cotes d'écoute et, interprète du principal personnage de la série télévisée Séraphin Poudrier, Jean-Pierre Masson est rapidement identifié au célèbre avare de Sainte-Adèle des Laurentides. Il devient alors un des acteurs les plus connus de la francophonie canadienne. Mais avoir incarné de façon magistrale le plus célèbre antihéros de l'histoire télévisuelle québécoise comporte un fort prix. Une fois Les Belles Histoires terminées, en juin 1970, Jean-Pierre Masson ne retrouve plus de rôles dignes de son talent, même si on peut le voir dans diverses séries dont Symphorien, Le Clan Beaulieu et surtout Grand-Papa, sans compter ses nombreux rôles interprétés dans des théâtres d'été. C'est que réalisateurs et producteurs craignent que son identification à Séraphin ne constitue une distraction pour une nouvelle production. Cette fin de carrière un peu triste assombrit les dernières années de sa vie.

## Vie personnelle
Le 31 juillet 1943, Jean-Pierre Masson épouse Cécile Girard, une sténographe, en l'église St-Stanislas-de-Kostka de Montréal. Il est alors étudiant en droit. Leur mariage se terminera par un divorce
Le 31 juillet 1972, Jean-Pierre Masson épouse en secondes noces, au palais de justice de Montréal, Ghislaine Branchaud, mère de Luc-Normand Tellier et propriétaire du « Café des Artistes » où se retrouvaient les vedettes du début de la télévision québécoise. Il passe plusieurs de ses dernières années dans la maison de cette dernière à Sainte-Adèle, le village dont Séraphin Poudrier était le maire dans le téléroman Les Belles Histoires des pays d'en haut.
Il meurt seul dans un petit motel à Pottsville en Pennsylvanie aux États-Unis, à 76 ans, le 11 mars 1995, des suites d'une crise cardiaque, et est enterré au cimetière Notre-Dame-des-Neiges, à Montréal,.

## Filmographie

### Cinéma
- 1956 : Le Retour
- 1971 : Le Savoir-faire s'impose : 2e partie
- 1973 : La Dernière neige
- 1974 : Why Rock the Boat? : Lapierre
- 1975 : Pousse mais pousse égal
- 1975 : Partis pour la gloire : Clovis Nadeau
- 1976 : Je suis loin de toi mignonne : le général
- 1979 : Mourir à tue-tête : (voix)
- 1980 : Cordélia : hôtelier Lacombe
- 1983 : Maria Chapdelaine : Tti-Sèbe
- 1985 : Le Matou : le maire Meloche
- 1992 : Tirelire, combines et cie : M. Poitras

### Télévision
- 1953 : La Famille Plouffe : Léonidas
- 1954 : 14, rue de Galais : M. Jeneau
- 1955 : Beau temps, mauvais temps : M. L'Espérance
- 1956 - 1970 : Les Belles Histoires des pays d'en haut : Séraphin Poudrier
- 1968 : Le Paradis terrestre : Edmond Riendeau
- 1970 - 1977 : Symphorien : Jules Crépeau
- 1971 : Des souris et des hommes
- 1974 - 1977 : La Petite Patrie : professeur de musique aveugle
- 1975 : Y'a pas de problème : le père Gauthier
- 1976 : Grand-Papa : Arthur
- 1977 : Duplessis : Irénée Vautrin
- 1981 : Terre humaine : André Fafard, surnommé « Ti-Dré »
- 1986 : Lance et compte : gérant de restaurant
- 1990 : L'Héritage : Ludger Ouellette, gérant de la caisse populaire